# Inkeri Anttila
Sylvi Inkeri Anttila, född Metsämies 29 november 1916 i Viborg, död 6 juli 2013 i Helsingfors, var en finländsk jurist och politiker (Liberala folkpartiet). Hon var liberal ledamot av Helsingfors stadsfullmäktige 1973–1976 och opolitisk justitieminister i regeringen Liinamaa från juni till november 1975 samt professor i straffrätt vid Helsingfors universitet 1961–1980. År 1946 disputerade hon för doktorsgraden vid Helsingfors universitet som Finlands första kvinnliga juris doktor. År 1979 utnämndes hon till hedersdoktor vid Uppsala universitet och 2000 vid Åbo universitet.
Anttila var Finlands första kvinnliga juridikprofessor och Finlands första kvinnliga justitieminister.

## Utmärkelser
- Riddartecknet av I klass av Finlands Vita Ros’ orden,  1954[5]
- Kommendörstecknet av Finlands Lejons orden,  1967[5]
- Kommendörstecknet av I klass av Finlands Vita Ros’ orden,  1986[5]
- Fångvårdens förtjänstkors[5]

[Redigera Wikidata]